# CINSA
CINSA ("Cinematográfica Interamericana, S.A.") (1958 - 1983) va ser una empresa mexicana pionera en doblatge al castellà i traducció de diàlegs els propietaris i fundadors dels quals eren l'empresari nord-americà Robert W. Lerner i el Llic. Carlos David Ortigosa. Va ser un dels estudis de doblatge més importants de Mèxic i Llatinoamèrica. Una quantitat considerable dels seus doblatges també van ser emesos a Espanya per televisió.

## Història
Després de diferències amb Edmundo Santos, director de doblatge de les produccions Disney, el Llic. Ortigosa es va associar amb l'advocat nord-americà Robert W. Lerner i van fundar una empresa amb dues unitats de negoci: Doblatge i produccions teatrals. El Llic. Ortigosa s'encarregava dels projectes de doblatge mentre el senyor Lerner de les obres de teatre. La seva primera ubicació va ser Porfirio Díaz #195, Colonia Del Valle, Delegación Benito Juárez, Ciutad de Mèxic i anys després es va traslladar a un edifici dissenyat eixepecialment per fer doblatge a Amèrica #173, Colonia Parque San Andrés, Delegación Coyoacán en la mateixa ciutat.
La plantilla d'actors estava composta principalment d'actors que ja treballaven en doblatge amb Edmundo Santos i amb altres estudis així com d'actors de cinema i televisió força experimentats però nous fent doblatge.
A principis dels anys setanta es va començar a desenvolupar el doblatge de produccions de cintes de vídeo. El primer sistema experimental es va desenvolupar en aquesta companyia, més gran de doblatge a Mèxic, dirigit pels enginyers Deloy J.White, Elías Fernández O. i Oscar Rubio. Ells van modificar una gravadora de vídeo helicoidal d'una polzada, per tal d'afegir-hi pistes addicionals a la gravació d'àudio d'alta fidelitat i altres polsadors de control utilitzes en la sincronització del format original durant la transferència a còpies de treballs. Aquest sistema va permetre incrementar l'eficàcia i continuïtat del doblatge a un cost menor. El sistema es va dispensar per ser compatible amb els formats d'àudio 16 mm (magnètic sincrònic), videocinta de 3/4 i altres de vídeo de 1'' i 2''. El sistema va seguir expandint-se i millorant-se fins al final dels vuitanta, quan van iniciar grans produccions de vídeo. El treball de mitja hora de contingut s'acabaria en 5 hores amb una mitjana de 70 segments.
El 1983, Enrique Candiani, president i propietari de l'empresa de doblatge rival anomenada SISSA, convenç Carlos David Ortigosa que tots dos venguin les seves empreses a Grupo Televisa, televisora que va mostrar interès per tenir el negoci del doblatge de veu. Després de la venda, CINSA va ser renomeada com Telespeciales S.A. de C.V.